# Elizabeth Mrema

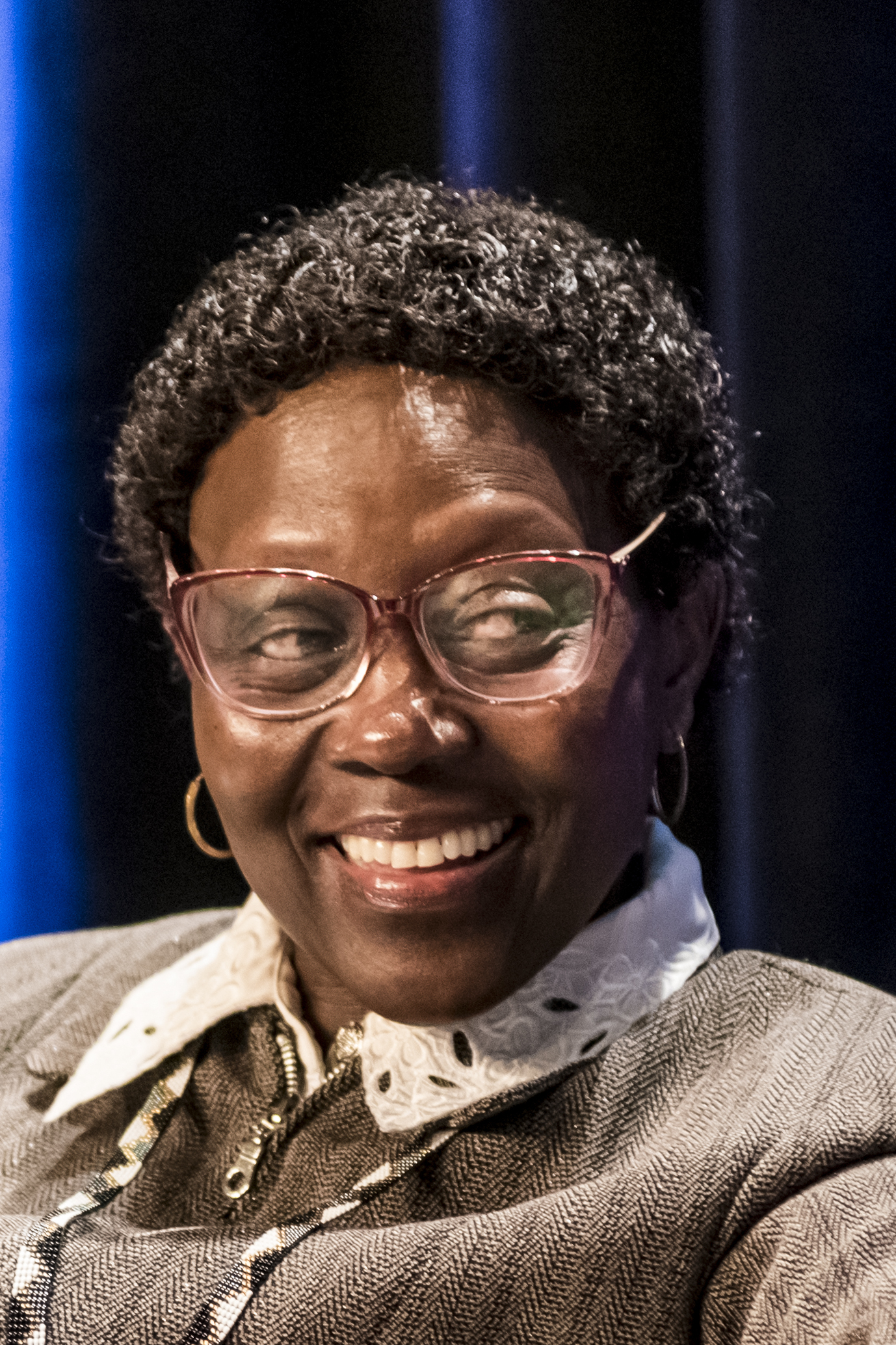
Elizabeth Mrema

Elizabeth Maruma Mrema (* 1957 im Distrikt Moshi, Tansania) ist eine Anwältin aus Tansania und prominente Fürsprecherin von Biodiversität, derzeit in Montreal, Kanada, ansässig. Sie wurde 2020 zur Exekutivsekretärin der Biodiversitätskonvention der Vereinten Nationen ernannt, die erste afrikanische Frau in dieser Rolle. Zuvor besetzte sie zahlreiche Führungspositionen im Umweltprogramm der Vereinten Nationen.

## Ausbildung
Mrema erwarb in 1981 einen Bachelor of Law von der Universität Dar-es-Salaam in Tansania, gefolgt von einem Master of Law von der Dalhousie University in Halifax, Kanada, und ein Postgraduierten-Diplom in Internationalen Beziehungen und Diplomatie vom Centre of Foreign Relations and Diplomacy in Dar-es-Salaam, Tansania.

## Karriere
Vor ihrer Tätigkeit bei UNEP, arbeitete Mrema für das Ministerium für auswärtige Angelegenheiten und internationale Zusammenarbeit in Tansania, wo sie als Beraterin und Senior Legal Counsel fungierte. Sie hielt auch Vorlesungen über Völkerrecht und Konferenzdiplomatie am Centre of Foreign Relations and Diplomacy in Tansania.
Mremas Arbeit bei UNEP konzentriert sich auf die Entwicklung, Umsetzung und Durchsetzung von Umweltgesetzen auf nationaler, regionaler und internationaler Ebene.
Von 2009 bis 2012 fungierte sie in Positionen bei UNEP mit Sitz in Bonn, Deutschland, zum Beispiel als Interim-Exekutivsekretärin des UNEP-Gorilla-Abkommens. 2009 wurde sie zur amtierenden Exekutivsekretärin des UNEP/ASCOBANS (Abkommen zur Erhaltung der Kleinwale in der Nord- und Ostsee, des Nordostatlantiks und der Irischen See) und zur Exekutivsekretärin des UNEP-Sekretariats des Übereinkommens zur Erhaltung der wandernden wild lebenden Tierarten und vorläufige Exekutivsekretärin des UNEP-Gorilla-Abkommens ernannt.
Seit 2012 ist sie stellvertretende Direktorin der Abteilung Ökosysteme beim Umweltprogramm der Vereinten Nationen (UNEP). In dieser Position wurde sie beauftragt, die Koordination, den Betrieb und die Programmdurchführung der Organisation zu beaufsichtigen. Anschließend wurde sie im Juni 2014 zur Direktorin der Rechtsabteilung des Umweltprogramms der Vereinten Nationen (UNEP) ernannt. 2018 war sie zusätzlich als amtierende Direktorin der Corporate Services Division tätig. Im November 2019 bekleidete Mrema eine vorläufige Position als Verantwortliche des Sekretariats des UN-Übereinkommens über die biologische Vielfalt (CBD). Im Dezember 2019 wurde sie zur amtierenden Exekutivsekretärin des CBD ernannt und im Juli 2020 zu dessen Exekutivsekretärin.
Elizabeth Maruma Mrema war Direktorin der Rechtsabteilung und arbeitet seit über zwei Jahrzehnten für UNEP.

## Andere Tätigkeiten
Zusätzlich zu ihren Führungsrollen ist Mrema als ehrenamtliche Dozentin an der juristischen Fakultät der Universität von Nairobi tätig und hat zuvor ehrenamtlich an der International Development Law Organization (IDLO) in Rom, Italien, gelehrt.
Sie hat zahlreiche Artikel zum internationalen Umweltrecht veröffentlicht und einflussreiche Handbücher und Richtlinien für multilaterale Umweltabkommen sowie andere Themen des Umweltrechts entwickelt. Sie ist Mitautorin am von UNEP veröffentlichten Manual on Compliance with and Enforcement of Multilateral Environmental Agreements.
Mrema ist eine der Autoren zur Agenda des Weltwirtschaftsforum in Davos, Schweiz, im Mai 2022.

## Ehrungen und Auszeichnungen
2007 erhielt sie den ersten UNEP-weiten Preis für die beste Managerin des Jahres (UNEP Baobab Staff Award) „für außergewöhnliche Leistung und Einsatz zur Erreichung der Ziele von UNEP“.
Im Jahr 2021 zeichnete die IUCN World Commission on Environmental Law (WCEL) in Zusammenarbeit mit dem Umweltprogramm der Vereinten Nationen (UNEP) Elizabeth Mrema mit dem Nicholas Robinson Award for Excellence in Environmental Law aus.